# تفنگ نوری

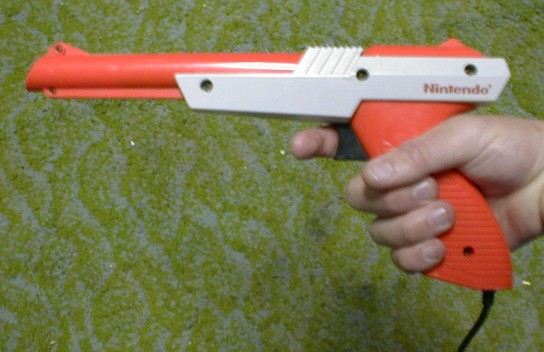
ان ای سی زپر، تفنگ نوری نینتندو

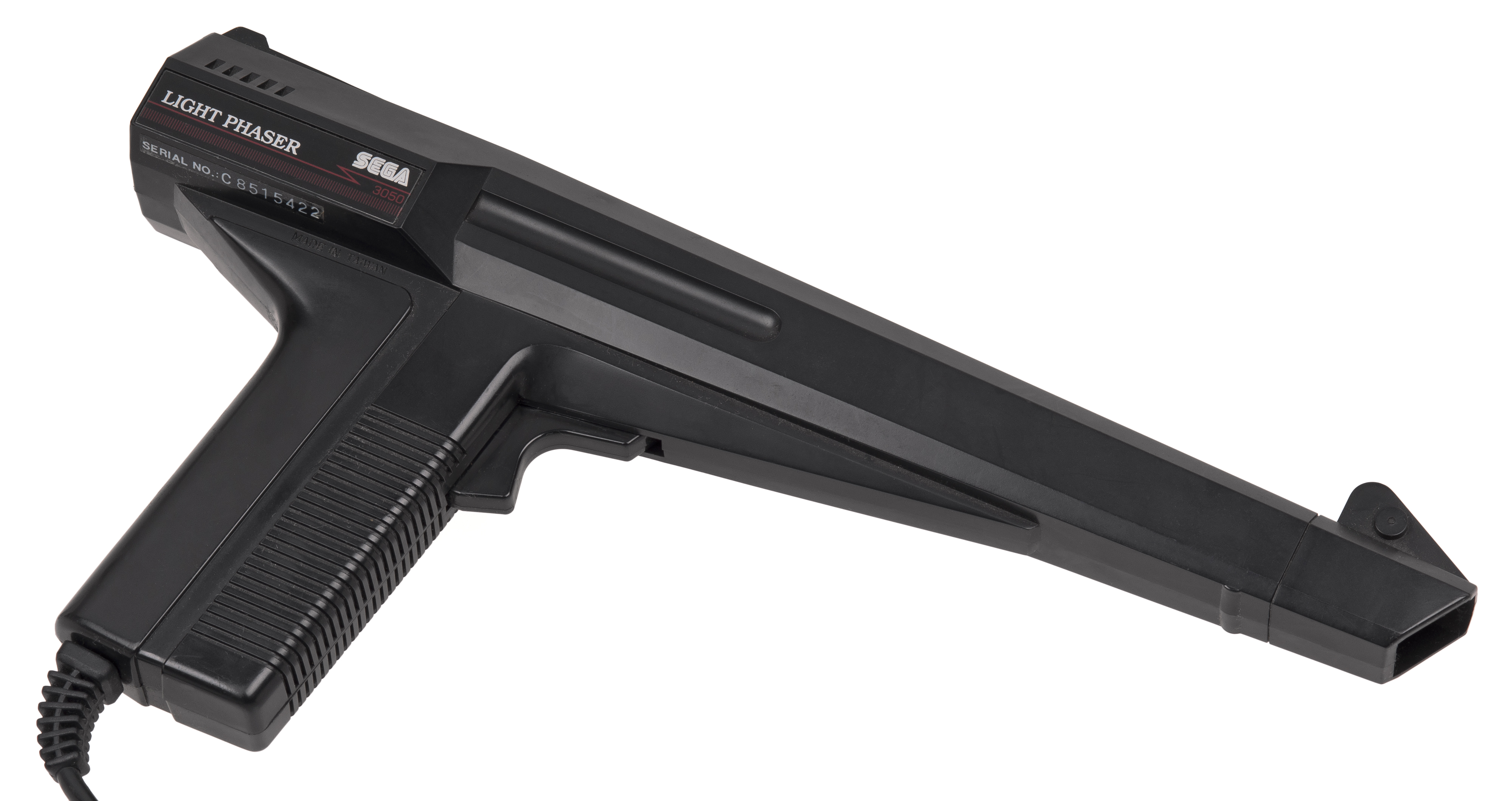
سگا مستر سیستمز

تفنگ نوری یک ابزار اشاره گر است که در کامپیوتر و کنترل کننده‌ها در بازی‌های ویدئویی استفاده می‌شود. در حال حاضر به علت فراگیر شدن ماوس از تفنگ و قلم نوری به ندرت استفاده می‌شود. این ابزار تنها با نمایشگرهای سی آر تی (CRT) قابل استفاده است.

## نحوه کار کرد
این تفنگ‌ها زمانی که ماشه آن کشیده می‌شود تصویری از صفحه نمایش می‌گیرند که به صورت نقطه‌های سیاه و سفید است و این تصویر را به شکل آرایه‌ای از بیت‌ها با تصویر خروجی خود مقایسه می‌کند و محل دقیق نشانه روی را تشخیص می‌دهند.